# The Diary of a Teenage Girl
The Diary of a Teenage Girl ist ein US-amerikanischer Film von Marielle Heller, der am 24. Januar 2015  beim Sundance Film Festival seine Premiere feierte und nur wenige Tage später auf der Berlinale gezeigt wurde. Der Film kam am 7. August 2015 in die US-Kinos und war ab 19. November 2015 in Deutschland zu sehen. Der Film basiert auf dem Roman The Diary of a Teenage Girl: An Account in Words and Pictures von Phoebe Gloeckner.

## Handlung
Es ist 1976 in San Francisco, und der Summer of Love hat in der Stadt seine Spuren hinterlassen. Hier leben Traumtänzer, verrückte Typen und auch die alleinerziehende Mutter Charlotte Worthington mit ihrer 15-jährigen Tochter Minnie.
Minnie verarbeitet ihre Gedanken und Träume im Zeichnen von Comics und möchte Künstlerin werden. Als ihre Sexualität erwacht, bekommt sie wenig Beachtung von Gleichaltrigen und findet sich hässlich. Doch sie spürt, dass ihre jugendliche Neugier auf Monroe, den Liebhaber ihrer unkonventionellen Mutter, anziehend wirkt.
Gelegentlicher Konsum von Bier und Cannabis ist für sie und in ihrem Umfeld normal. Eines Abends ist ihre Mutter zu träge, mit Monroe auszugehen, und schickt stattdessen Minnie mit ihm los. Die beiden flirten miteinander und Monroe beginnt mit der Jugendlichen Minnie zu schlafen. Sie ist von ihrem ersten Mal überwältigt, beginnt ein Tonband-Tagebuch und zieht ihre Freundin Kimmie ins Vertrauen. Sie merkt, dass ihr neues Selbstbewusstsein auch ihre Ausstrahlung auf ihre Mitschüler verändert.
Minnie bewundert die Comic-Künstlerin Aline Kominsky und schickt ihr ein eigenes Werk über einen Spaziergang durch ihre Stadt und Fragen zur Zeichentechnik.
Monroe beginnt das schlechte Gewissen zu plagen, und als er sich von Minnie zurückzieht, geht sie auf Avancen eines beliebten Mitschülers, Ricky, ein. Dieser ist aber bald durch ihre unerwartete Reife und Intensität verunsichert. Auch Monroe bemerkt diese Veränderung und es kommt mehrfach zum Sex zwischen Minnie und Monroe. Mit Kimmie erprobt sie ihre sexuellen Reize in einer Bar, indem sie sich als Prostituierte ausgeben und sich zwei Jungen anbieten. Es kommt zum Fellatio auf der Toilette, doch anschließend sind die beiden Freundinnen von dem Erlebnis entsetzt und schwören sich, so etwas nie wieder zu tun.
Ihr ehemaliger Stiefvater, Pascal, ruft an und lädt sie ein, zu ihm nach New York City zu ziehen, doch sie lehnt ab. Als die Mutter, Charlotte, ihre Arbeit in einer Bibliothek verliert, trifft sich Pascal mit Minnie und ihrer kleinen Schwester Gretl in einem Café und bietet seine Hilfe an. Minnie will jedoch nicht, dass er sich einmischt, sondern mahnt finanzielle Unterstützung an. Er ist irritiert, schickt aber einen 1000-Dollar-Scheck an Charlotte.
Nach einer Party haben Minnie, Kimmie und Monroe Sex, doch Minnie scheint es anschließend zu bereuen und spricht sich mit Kimmie darüber aus. Sie verführt Monroe noch einmal und sie nehmen gemeinsam LSD. Für sie ist es eine wunderbare Erfahrung, doch er hat einen Horrortrip und offenbart seine Angst, sie zu verlieren und/oder erwischt zu werden. Sie stellt fest, dass sie über ihn hinweg ist, und verlässt ihn.
Im Hippie-Umfeld lernt Minnie Tabatha kennen, eine verführerische, riskant lebende Lesbe, und ist von ihr fasziniert. Als Charlotte schließlich doch noch misstrauisch wird und Minnies Aufzeichnungen über Monroe findet, kommt es zum Krach. Charlotte und Monroe betrinken sich und wollen Minnie mit ihm verheiraten. Sie flüchtet zu Tabatha und zieht mit ihr um die Häuser. Als ihnen jedoch das Geld ausgeht, will Tabatha Minnie einem Freier anbieten. Minnie flüchtet erneut und kehrt nach Hause zurück.
Nach einer tränenreichen Versöhnung findet sie einen ermutigenden Brief von ihrem künstlerischen Vorbild Aline Kominsky vor. Sie widmet sich nun ernsthafter ihren eigenen Zielen und findet, dass sie nicht andere dazu braucht, geliebt zu werden.

## Hintergrund
The Diary of a Teenage Girl ist das Filmdebüt von Marielle Heller als Regisseurin und Drehbuchautorin. Bevor sie den Stoff für die Leinwand adaptierte, inszenierte sie die Literaturvorlage als Theaterstück. Der Film wurde in San Francisco (USA) gedreht, und die Dreharbeiten wurden bereits 2014 beendet.

## Besetzung
Die Schauspieler Alexander Skarsgård und Christopher Meloni standen bereits in der Fernsehserie True Blood gemeinsam vor der Kamera.

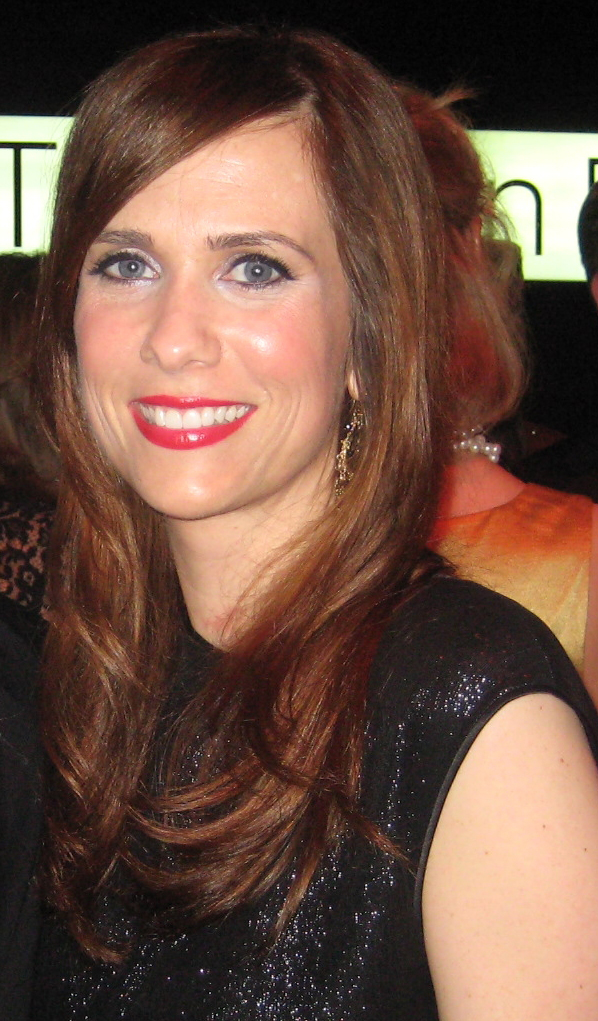
Kristen Wiig (2008)
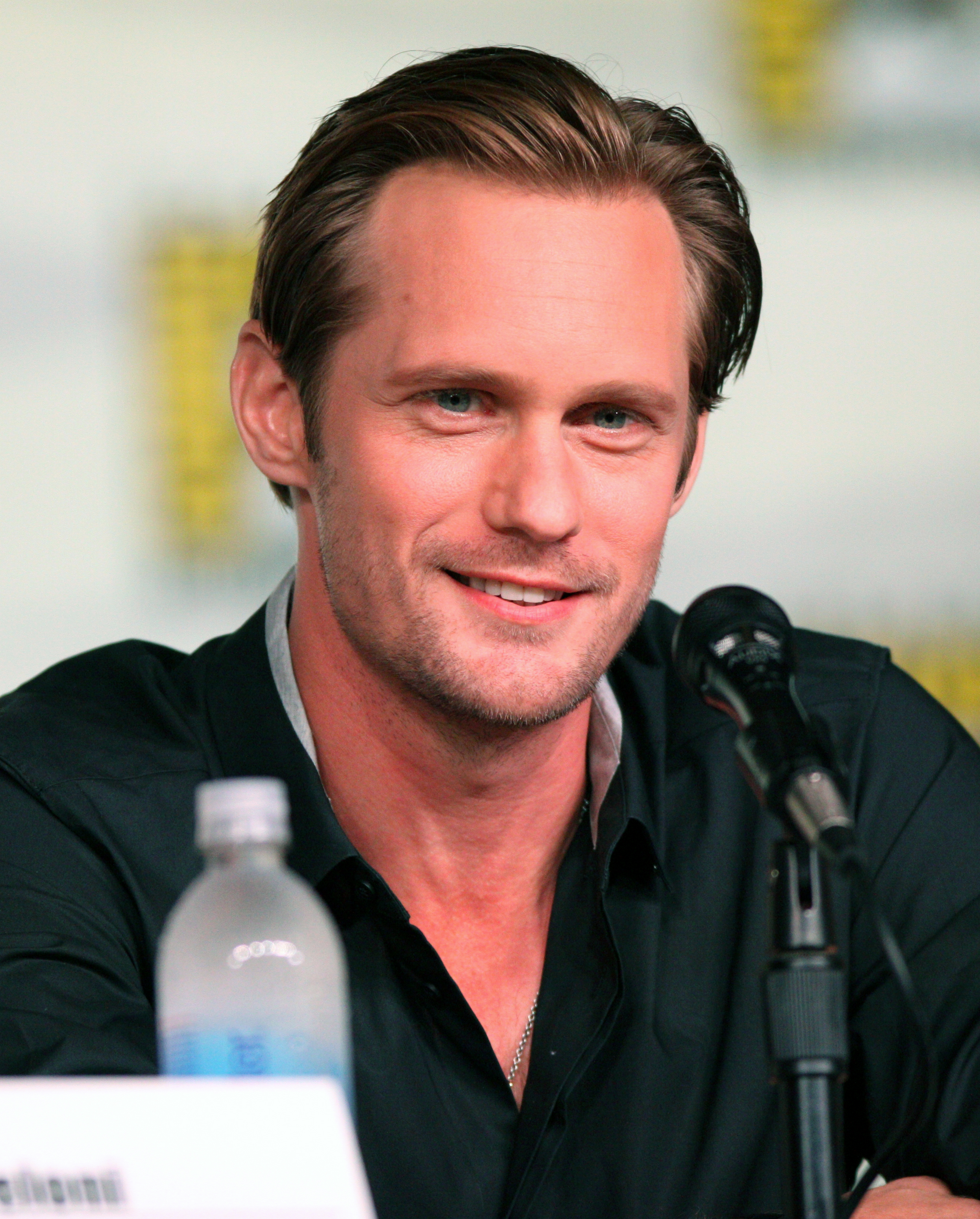
Alexander Skarsgård (2012)
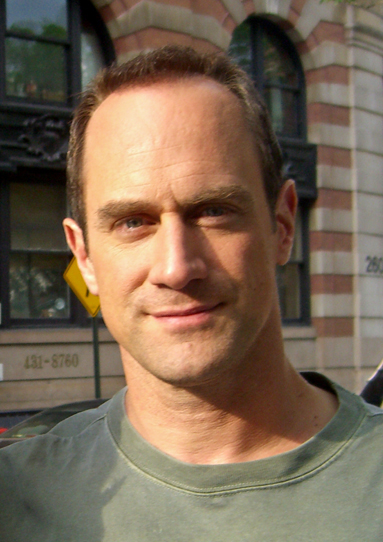
Christopher Meloni (2006)
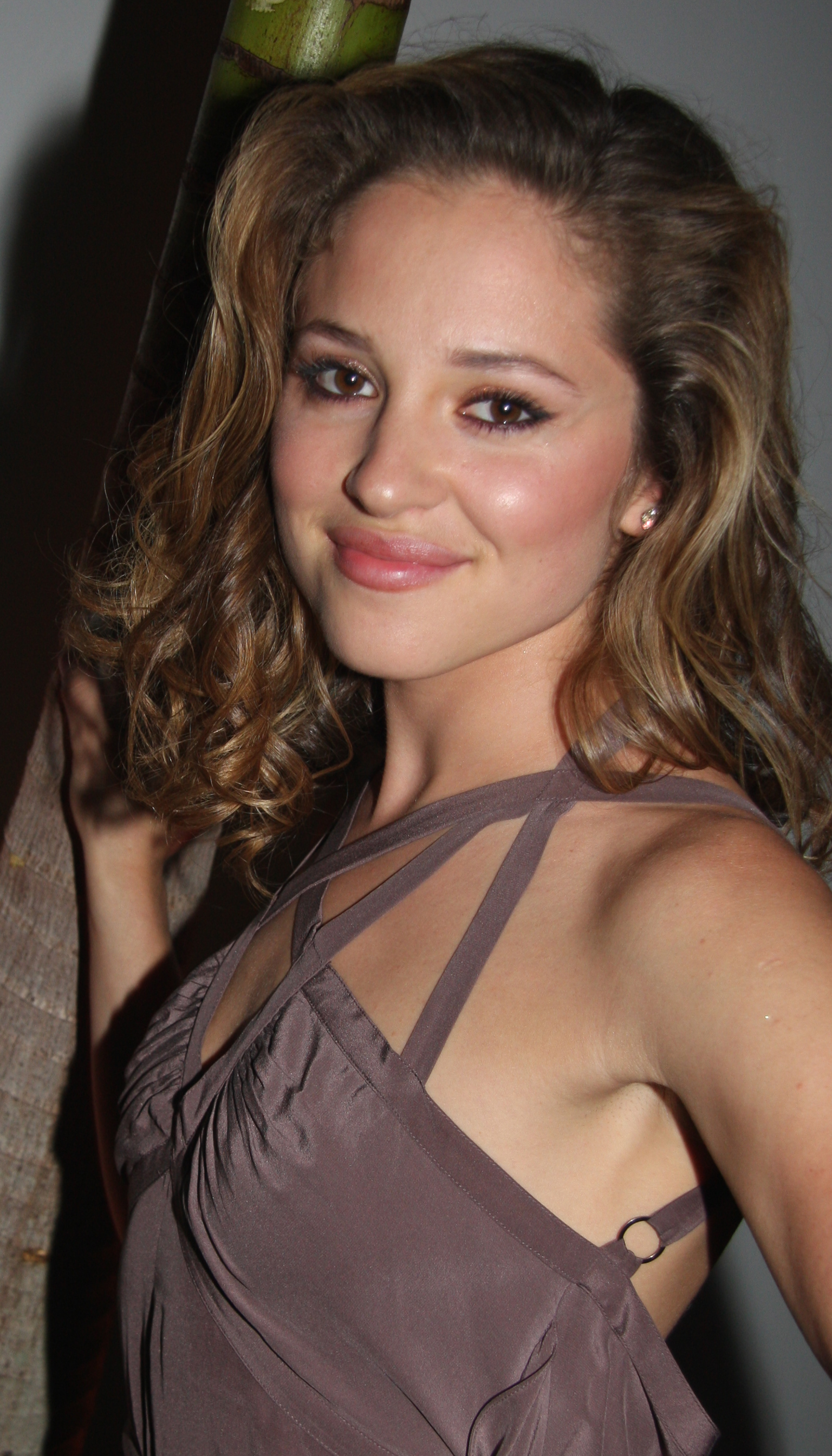
Margarita Levieva (2009)

## Soundtrack
Der am 7. August 2015 von Rhino Records veröffentlichte Soundtrack zum Film umfasst 13 Lieder, die überwiegend die Stimmung der 70er Jahre wiedergeben sollen. Der Komponist Nate Heller steuerte zwei Stücke bei. Das Lied Dreamsong war einer der 74 Songs, die in die Shortlist für die Nominierungen in der Kategorie Bester Filmsong bei der Oscarverleihung 2016 aufgenommen wurden.
Titelliste des Soundtracks
1. Dreamsong – Nate Heller feat. Amber Coffman
2. Looking For The Magic – Dwight Twilley Band
3. Dreamboat Annie – Heart
4. Wrap Your Troubles In Dreams – Nico
5. Next Plane To London – Rose Garden
6. Precious Star – T. Rex
7. Crying Laughing Loving Lying (2006 Remastered Version) – Labi Siffre
8. It It’s Good To You (It’s Good For You) – Barbara & The Browns
9. Roll Away The Stone – Mott the Hoople
10. Down On The Street – The Stooges
11. A Fool In Love – Frankie Miller
12. See No Evil – Television
13. Run To The Mountain – Nate Heller

## Rezeption

### Kritiken
Der Film traf den Geschmack von 95 Prozent der Kritiker bei Rotten Tomatoes (von 172 Kritikern insgesamt). Focus Online meint: „'The Diary of a Teenage Girl' ist ziemlich intelligentes Coming-of-Age-Kino in guter amerikanischer Tradition, und zugleich einiges mehr: Wer mag, kann diesen Film auch als starkes, wenn auch zu keiner Zeit verbissenes Feminismus-Plädoyer lesen. […] Obwohl es einige recht freizügige Szenen gibt und der Film etwa in England erst ab 18 zu sehen ist, geht Regisseurin Heller doch stets respektvoll mit ihrer Protagonistin um. Sehr einfühlsam und teils auch lustig erzählt Heller von den inneren und äußeren Kämpfen eines Teenagers, ohne diese dabei je auf allzu plakative oder voyeuristische Art auszustellen.“ Fritz urteilt: The Diary Of A Teenage Girl hat das Potential, ein Kultfilm zu werden.

### Auszeichnungen
Bei den Internationalen Filmfestspielen in Berlin gewann The Diary of a Teenage Girl 2015 den Großen Preis in der Kategorie Generation 14plus. Heller gewann zudem mit dem Film beim Edinburgh International Film Festival ("Bester internationaler Spielfilm") und beim Palm Springs International Film Festival ("Directors to Watch"). Sie wurde zudem 2015 für ihre Arbeit von den Boston Society of Film Critics als Best New Filmmaker ausgezeichnet. Brandon Trost wurde 2015 im Rahmen des Sundance Film Festivals für seine Kameraarbeit ausgezeichnet. Heller wurde bei den Independent Spirit Awards im Februar 2016 in der Kategorie Bester Debütfilm ausgezeichnet. Zudem erfolgten Nominierungen in den Kategorien Bestes Drehbuchdebüt und Beste Hauptdarstellerin (Bel Powley).